# 1896 v loďstvech
Tento článek obsahuje významné události v oblasti loďstev v roce 1896.

## Lodě vstoupivší do služby
- 1896 –  Bruix – pancéřový křižník třídy Amiral Charner

- 3. ledna –  Piet Hein – pobřežní bitevní loď třídy Evertsen

- 1. února –  Evertsen – pobřežní bitevní loď třídy Evertsen

- červen –  Navarin – bitevní loď (samostatná jednotka)

- 10. června –  USS Massachusetts (BB-2) – bitevní loď třídy Indiana

- 15. července –  USS Oregon (BB-4) – bitevní loď třídy Indiana

- 4. září –  Esmeralda – chráněný křižník

- 18. října –  Sisoj Velikij – bitevní loď (samostatná jednotka)

- listopad –  Prince George a Victorious – predreadnought třídy Majestic

- 1. prosince –  USS Brooklyn (ACR-3) – pancéřový křižník